# Línea 38 (Movibus)
La línea 38 de la red de autobuses interurbanos de la Región de Murcia (Movibus) une Ribera de Molina y Torrealta con Murcia.

## Características
Fue puesta en servicio el 3 de diciembre de 2021, con la entrada en vigor de la primera fase de Movibus. Heredó parcialmente el recorrido de las líneas 51 y 79 de LAT.
Hasta el 4 de abril de 2025, algunas expediciones de la línea pasaban por el Campus de Espinardo en sentido periferia, o se hacían de forma directa desde Murcia a pedanías.
No presta servicio los fines de semana ni festivos, ni tampoco durante los meses de julio y agosto.
Pertenece a la concesión RMU-003 "Molina de Segura - Murcia", y es operada por Interbus.

## Horarios
| Lunes a viernes laborables |                           |
| Ribera de Molina > Murcia  | Murcia > Ribera de Molina |
| 08:00                      | 14:00                     |

## Recorrido y paradas

### Sentido Murcia
| Parada                                     | Común con              | Conexiones con tranvía |
| ------------------------------------------ | ---------------------- | ---------------------- |
| Barrio del Carmen                          |                        |                        |
| Las Peñetas                                |                        |                        |
| La Rambla 2                                |                        |                        |
| Plaza de la Constitución                   |                        |                        |
| La Balsa                                   |                        |                        |
| Los Jaimes                                 |                        |                        |
| Curva de Torrealta                         |                        |                        |
| Torrealta                                  |                        |                        |
| Las Totanas 2                              |                        |                        |
| Ayuntamiento II                            | 14 31 32A 32B 33       |                        |
| La Cruz II                                 | 31 32A 32B 33          |                        |
| San Roque II                               | 31 32A 32B 33          |                        |
| Cruce del Puntal                           | 31 32A 34 35 36 37     | Cruce del Puntal       |
| Senda de Granada                           | 31 32A 34 36           |                        |
| Carrefour Zaraiche - Juan Carlos I (Impar) | 31 32A 34 36           |                        |
| Biblioteca-Pabellón (Impar)                | 31 32A 34 35 36 37     | Biblioteca Regional    |
| Barnés (Impar)                             | 31 32A 34 35 36 37     | Juan Carlos I          |
| Plaza Circular, 14                         | 21B 31 32A 34 35 36 37 | Plaza Circular         |

### Sentido Ribera de Molina
| Parada                                   | Común con              | Conexiones con tranvía |
| ---------------------------------------- | ---------------------- | ---------------------- |
| Plaza Circular, 14                       | 21B 31 32A 34 35 36 37 | Plaza Circular         |
| Barnés (Par)                             | 31 32A 34 35 36 37     | Juan Carlos I          |
| Biblioteca-Pabellón (Par)                | 31 32A 34 35 36 37     | Biblioteca Regional    |
| Carrefour Zaraiche - Juan Carlos I (Par) | 32A 34 36              |                        |
| Senda de Granada                         | 31 32A 34              |                        |
| Cruce del Puntal                         | 31 32A 34 35 36 37     | Cruce del Puntal       |
| San Roque I                              | 31 32A 32B 33          |                        |
| Plaza La Cruz                            | 31 32B 33              |                        |
| Ayuntamiento I                           | 14 31 32B 33           |                        |
| Las Totanas                              |                        |                        |
| Torrealta                                |                        |                        |
| Casas Altas                              |                        |                        |
| Los Jaimes                               |                        |                        |
| La Balsa                                 |                        |                        |
| Plaza de la Constitución                 |                        |                        |
| La Rambla                                |                        |                        |
| Las Peñetas                              |                        |                        |
| Barrio del Carmen                        |                        |                        |